# OFKムラドスト・アパティン
オムラディンスキ・フドバルスキ・クルブ・ムラドスト・アパティン（セルビア語: Омладински фудбалски клуб Младост Апатин, セルビア・クロアチア語: Omladinski fudbalski klub Mladost Apatin）は、セルビアのヴォイヴォディナ・アパティンをホームタウンとするサッカークラブである。

## 歴代監督
| 年        | 名前                       |
| --------- | -------------------------- |
| 2009-2010 | ニコラ・ヴクシャ           |
| 2010      | ドゥシャン・ブガリン       |
| 2010      | リュボミル・カサロヴィッチ |
|           | スロボダン・バチッチ       |
| 2014-2016 | スレテン・ヴィロティッチ   |
| 2016      | ブラシュコ・ミロイェヴ     |
| 2016-2018 | ゾラン・スタメニッチ       |
| 2018-2019 | スロボダン・バチッチ       |
| 2019-     | アレクサンダル・ケシッチ   |

## 歴代所属選手
- アミル・テリゴヴィッチ 1996-1997
- ネナド・ブルノヴィッチ 1998-1999
- ボヤン・ブルノヴィッチ 1999-2000
- ゾルタン・サボ 2004-2005
- ジョルジェ・トゥトリッチ 2005-2006
- サシャ・ドラクリッチ 2006-2007, 2010